# 선모류
선모류(旋毛類)는 선모강(Spirotrichea)에 속하는 섬모충류의 총칭이다. 크고 독특한 분류군의 하나이다.

## 하위 분류
- 산모아강 (Choreotrichia) 또는 산모류 (散毛類) - Tintinnidium
  - Choreotrichida
  - 유종목 (有鐘目) 또는 우종섬모충류(Tintinnida)
- 소모충아강 (Oligotrichia) 또는 소모류 (少毛類) 또는 소모충류 (少毛蟲類) - Halteria
  - Halteriida
  - Strombidiida
- 하모충아강 (Hypotrichia) 또는 하모류 (下毛類) 또는 하모충류 (下毛蟲類)
  - 자라하모충목 (Euplotida) 또는 자라하모류
  - Kiitrichida
- 리크노포라아강 (Licnophoria)
  - 리크노포라목 (Licnophorida)
- 극모아강 (Stichotrichia) 또는 극모류 (棘毛類) - Stylonychia
  - 미주목 (Urostylida) 또는 미주류 (尾柱類)
  - 열하모목 (Stichotrichida) 또는 열하모류 (列下毛類)
  - 산포하모목 (Sporadotrichida) 또는 산포하모류
  - 플라기오토마목 (Plagiotomida)